# Northern Air Cargo
Northern Air Cargo (abgekürzt NAC) ist eine US-amerikanische Frachtfluggesellschaft mit Sitz in Anchorage und Basis auf dem dortigen Ted Stevens Anchorage International Airport.

## Geschichte
Die Gesellschaft wurde 1956 in Alaska als Sholton & Carlsen Inc. von Robert Sholton und Maurice Carlsen gegründet. Der Flugbetrieb wurde mit zwei vom US-Militär ausgemusterten Fairchild C-82 aufgenommen. 1969 erhielt NAC die erste von 14 Douglas DC-6, die in den nächsten 25 Jahren folgen sollten. Im März 2003 versuchte NAC die Lizenz der bankrotten National Airlines zu übernehmen. Dieses Vorhaben scheiterte und NAC wurde 2006 an die Transportgesellschaft Saltchuck Resources verkauft. NAC erhielt infolgedessen ein neues Corporate Design und ein neues Flugzeug.
Ende Oktober 2016 gab die Gesellschaft bekannt, dass man ab 1. November desselben Jahres mit einer Boeing 737-300 von Miami ausgehend auch Frachtflüge in die Karibik durchführen will. In der Folgezeit wurde die Flotte zwecks Ausbau dieser Verbindungen nebst einer Boeing 737-400 in Frachterkonfiguration unter anderem um Maschinen vom Typ Boeing 767-300ER – ebenfalls Frachter – erweitert.

## Flugziele

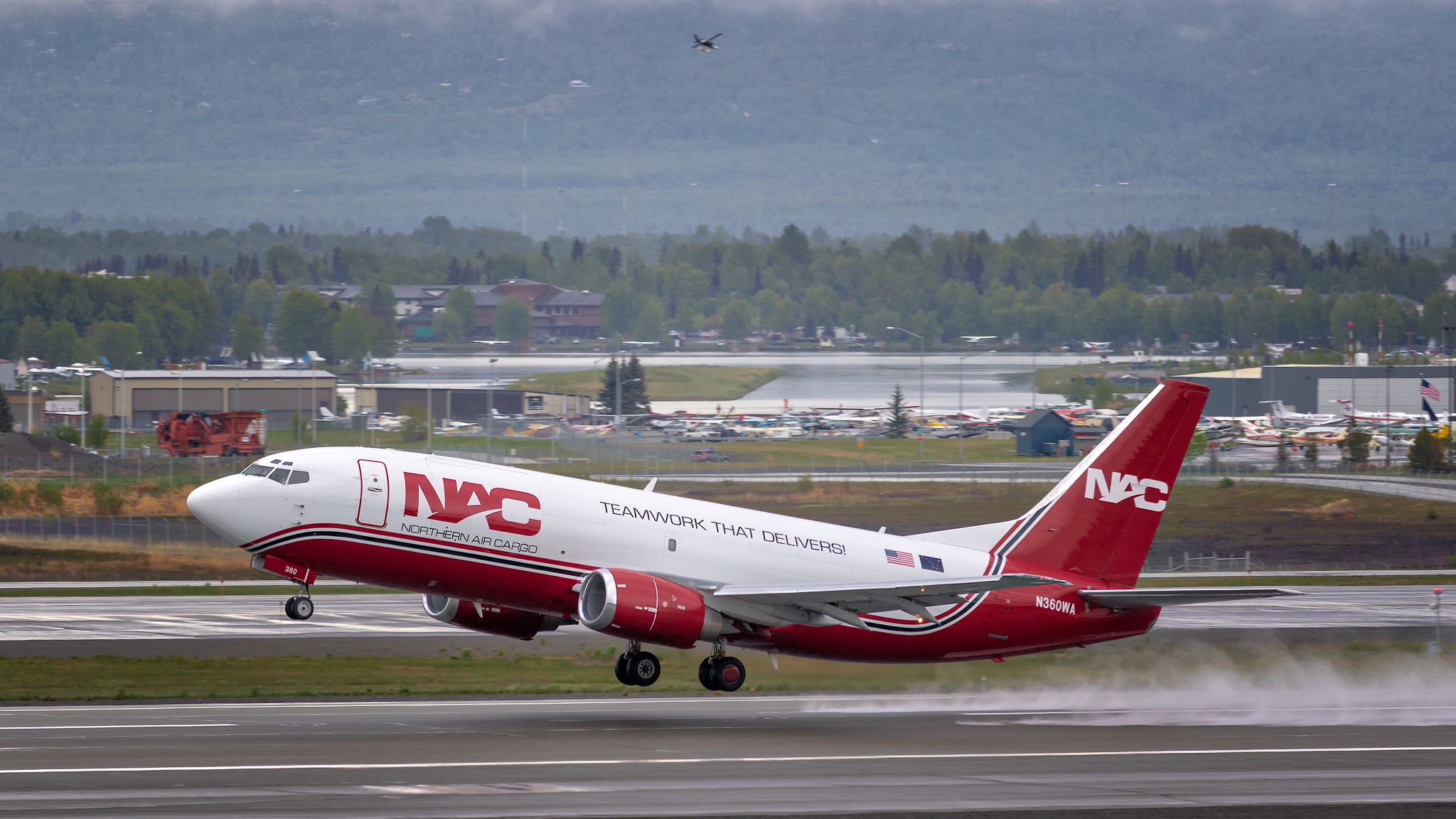
Boeing 737-300 der NAC

NAC fliegt von Anchorage aus etliche Ziele in Alaska an, je nach Charteraufträgen und Bedarf.
Seit 2011 transportiert NAC neben Fracht auch eingeschränkt Passagiere. Bei diesen handelt es sich um Arbeiter für Ölfirmen und Minengesellschaften.

## Flotte

### Aktuelle Flotte
Mit Stand Februar 2024 besteht die Flotte der Northern Air Cargo aus 14 Frachtflugzeugen mit einem Durchschnittsalter von 27,5 Jahren:

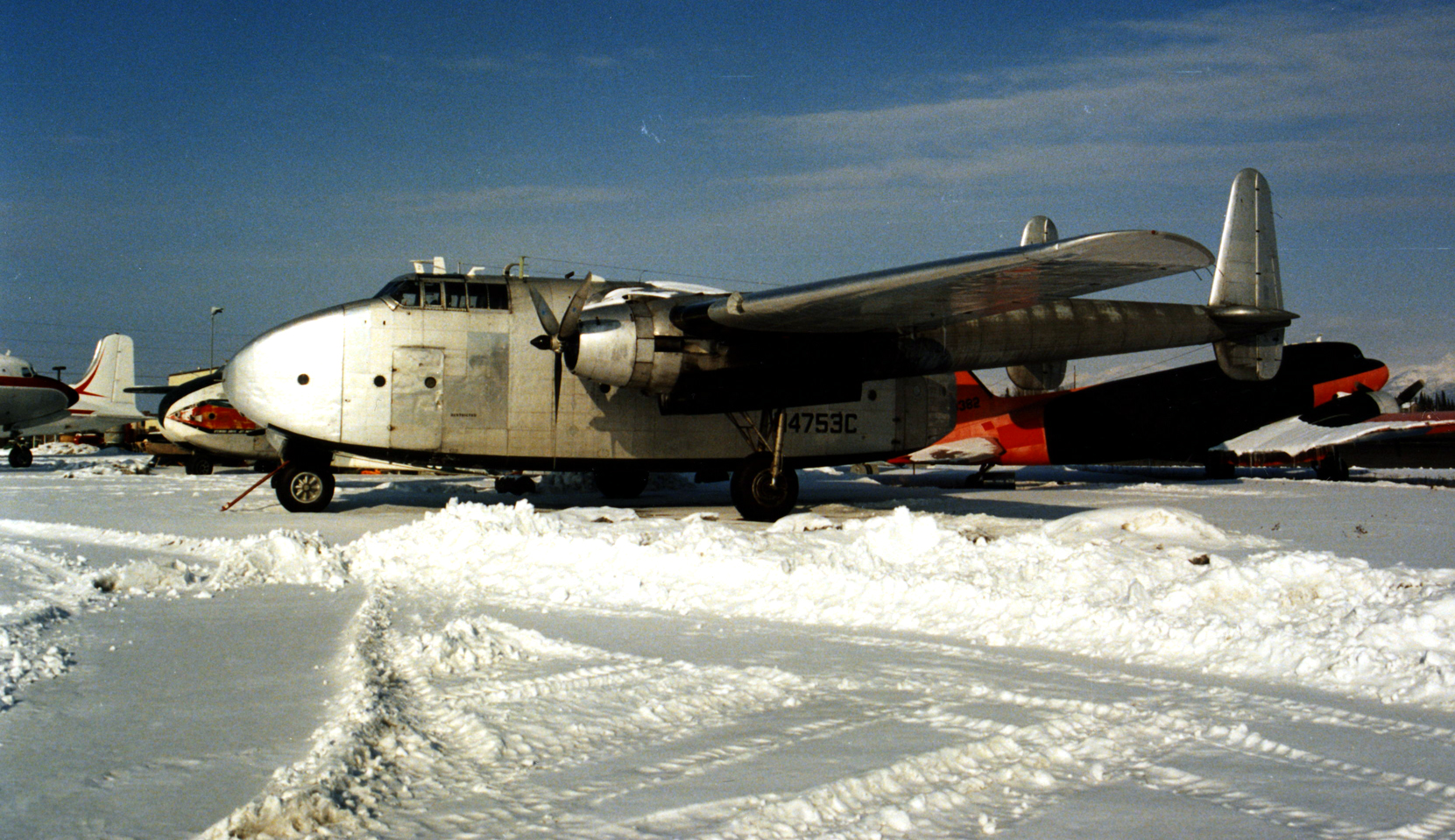
Eine Fairchild C-82A „Packet“ der NAC, April 1985

| Flugzeugtyp           | Anzahl | bestellt | Anmerkungen                                                      | Durchschnittsalter |
| --------------------- | ------ | -------- | ---------------------------------------------------------------- | ------------------ |
| Boeing 737-300SF      | 01     |          | betrieben für Aloha Air Cargo                                    | 36,7 Jahre         |
| Boeing 737-400SF      | 03     |          |                                                                  | 31,0 Jahre         |
| Boeing 737-800SF      | 01     |          |                                                                  | 16,8 Jahre         |
| Boeing 767-300ER/BDSF | 09     | 1        | drei betrieben für Aloha Air Cargo; eine betrieben für Strat Air | 26,5 Jahre         |
| Gesamt                | 14     | 1        |                                                                  | 27,5 Jahre         |

### Ehemalige Flugzeugtypen
In der Vergangenheit verwendete NAC auch folgende Flugzeugtypen:

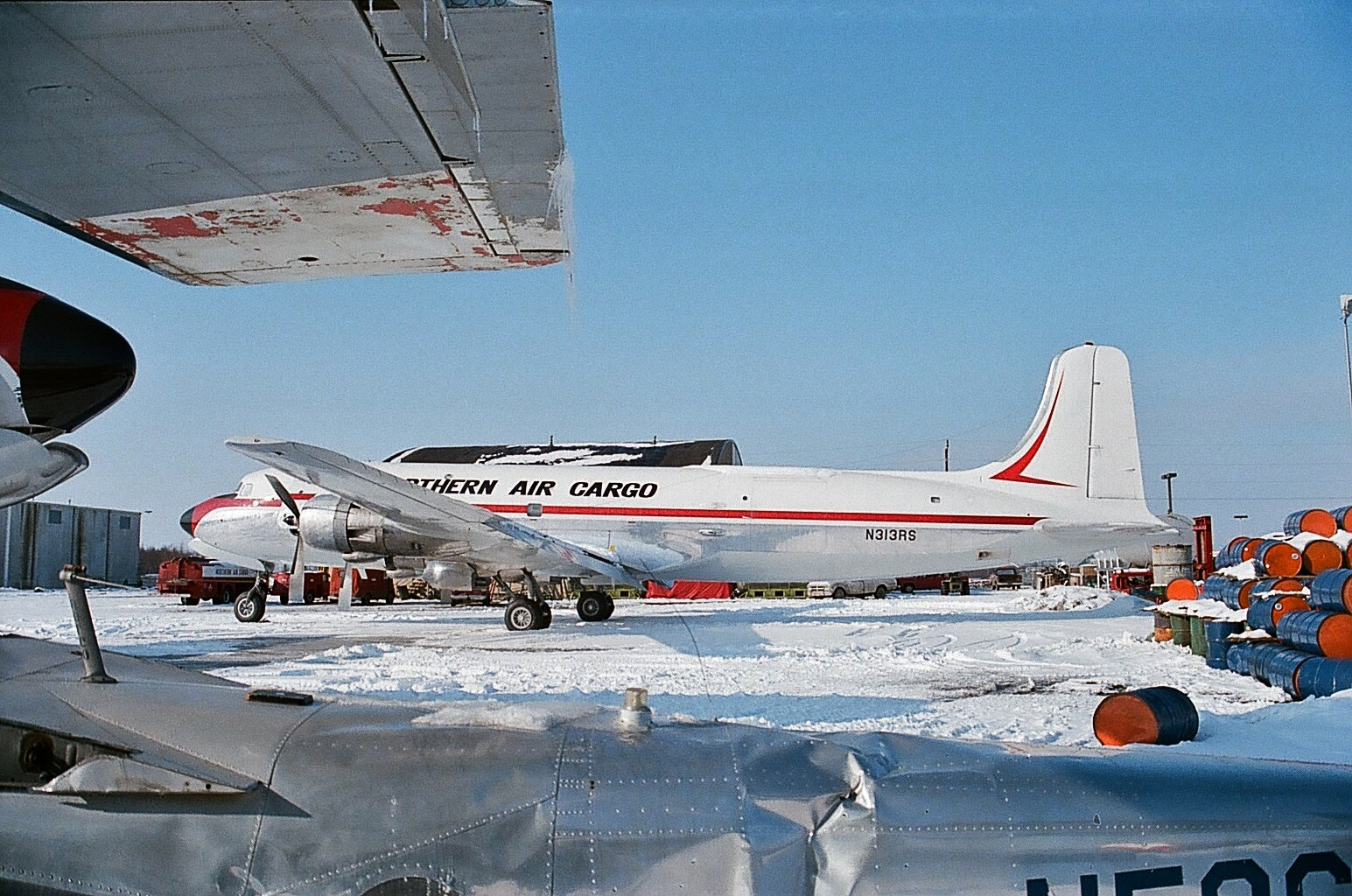
Die am 20. Juli 1996 verunglückte DC-6 der NAC, April 1985

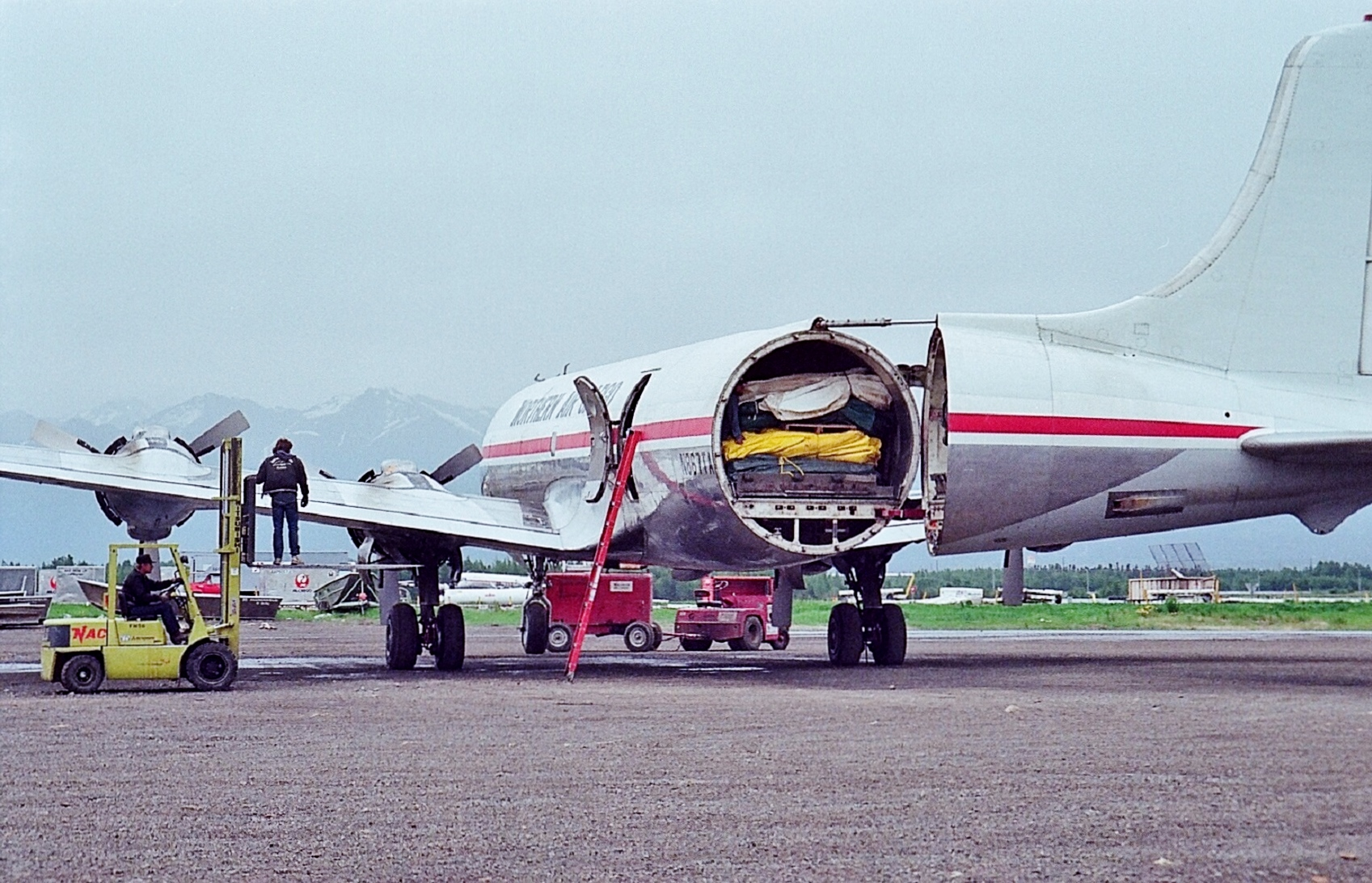
Die am 15. September 2001 verunglückte DC-6 der NAC, Juni 1989

- ATR 42-300F
- Boeing 727-100
- Boeing 737-200A
- Douglas DC-3
- Douglas DC-6
- Fairchild C-82 Packet

## Zwischenfälle
- Am 20. Juli 1996 fing nach dem Start vom Flughafen Emmonak das Triebwerk Nummer 3 einer DC-6A Feuer (Luftfahrzeugkennzeichen N313RS). Beim anschließenden Anflug zum Versuch einer Notlandung auf dem Russian Mission Airport brach die rechte Tragfläche ab, die Maschine kippte nach rechts und stürzte ab. Alle 4 Personen an Bord wurden getötet. Die Unfallursache ging auf Materialermüdung im Triebwerk und unzureichende Ausbildung der Piloten für Notsituationen zurück (siehe auch Northern-Air-Cargo-Flug 33).[6]

- Am 25. September 2001 brach während der Landung auf dem Flugplatz Alpine, 100 km westlich von Deadhorse, der linke Flügel einer DC-6BF ab (N867TA). Die Maschine drehte infolgedessen nach links und rutschte von der Landebahn. Beim anschließend entstehenden Feuer brannte der Mittelteil der Maschine aus, sodass ein irreparabler Schaden entstand und das Flugzeug abgeschrieben werden musste. Alle drei Insassen konnten sich retten und überlebten. Die zerstörte Maschine war eine der beiden einzigen zu DC-6B-ST („Swing tail“) umgebauten DC-6.[7]